# Битва під Переяславом (1149)
Битва під Переяславом — епізод міжусобної війни між Ізяславом Мстиславичем та Юрієм Долгоруким і їхніми союзниками, в якому Юрій розбив Ізяслава, після чого вперше зайняв київський престол.

## Хід подій
На початку 1149 року Ізяслав з новгородцями і смоленцями зробив руйнівний похід в поволзькі володіння Юрія. Після чого Ізяслав позбавив Юрійового сина, Ростислава володінь на півдні за звинуваченням у змові. Це стало приводом для Юрія розпочати похід проти свого суперника.
У Переяславі в цей час сидів Володимир Мстиславич, брат Ізяслава, разом з союзними чорними клобуками. Юрій використовував розбитий по фронту бойовий порядок, поставивши своїх синів на правий фланг, а Святослава Ольговича на лівий.
У розпал битви переяславці відмовилися битися проти Юрія і сіли на свої щити.
Після перемоги Юрій зайняв Переяслав, а незабаром сів і в Києві (кияни не бажали підняти руку на сина Мономахова).